# Tchourama
Le tchourama (ou curama, cuuramã, tourka, turka, turuka, tyurama) est une langue gur parlée au Burkina Faso par près de 37 000 personnes en 1998.
Dans la région des Cascades, on le parle dans la province de la Comoé, au nord et à l'ouest de Banfora, ainsi que dans la province de la Léraba. Dans celle des Hauts-Bassins, il est parlé dans les provinces du Houet et du Kénédougou.

## Écriture
Le tchourama est écrit avec l’alphabet latin.
| Lettres de l’alphabet | Lettres de l’alphabet | Lettres de l’alphabet | Lettres de l’alphabet | Lettres de l’alphabet | Lettres de l’alphabet | Lettres de l’alphabet | Lettres de l’alphabet | Lettres de l’alphabet | Lettres de l’alphabet | Lettres de l’alphabet | Lettres de l’alphabet | Lettres de l’alphabet | Lettres de l’alphabet | Lettres de l’alphabet | Lettres de l’alphabet | Lettres de l’alphabet | Lettres de l’alphabet | Lettres de l’alphabet | Lettres de l’alphabet | Lettres de l’alphabet | Lettres de l’alphabet | Lettres de l’alphabet | Lettres de l’alphabet | Lettres de l’alphabet | Lettres de l’alphabet | Lettres de l’alphabet | Lettres de l’alphabet | Lettres de l’alphabet | Lettres de l’alphabet |
| --------------------- | --------------------- | --------------------- | --------------------- | --------------------- | --------------------- | --------------------- | --------------------- | --------------------- | --------------------- | --------------------- | --------------------- | --------------------- | --------------------- | --------------------- | --------------------- | --------------------- | --------------------- | --------------------- | --------------------- | --------------------- | --------------------- | --------------------- | --------------------- | --------------------- | --------------------- | --------------------- | --------------------- | --------------------- | --------------------- |
| A                     | Ǝ                     | B                     | C                     | D                     | E                     | Ɛ                     | F                     | G                     | Gb                    | H                     | I                     | Ɩ                     | J                     | K                     | L                     | M                     | N                     | Ɲ                     | Ŋm                    | O                     | Ɔ                     | P                     | R                     | S                     | T                     | U                     | V                     | W                     | Y                     |
| a                     | ǝ                     | b                     | c                     | d                     | e                     | ɛ                     | f                     | g                     | gb                    | h                     | i                     | ɩ                     | j                     | k                     | l                     | m                     | n                     | ɲ                     | ŋm                    | o                     | ɔ                     | p                     | r                     | s                     | t                     | u                     | v                     | w                     | y                     |

La nasalisation est indiquée à l’aide du signe tilde sur la voyelle : ‹ ã, ǝ̃, ɛ̃, ĩ, õ, ɔ̃, ũ ›.
Les tons sont indiqués à l’aide de diacritique sur les voyelles ou les nasales syllabique, avec l’accent aigu pour le ton haut et l’accent grave pour ton bas.